# 格洛斯特
格洛斯特（英語：Gloucester，國際音標：/ˈglɒstə/，香港譯名有、兩種），英國英格兰西南區域格洛斯特郡的城市、郡治，與威尔斯相鄰。在2003年城市有人口110,207人。但是高密度住宅区位于城市的外围。因此2001年人口普查认为整个格洛斯特市区的人口为136,203人，这比1991年时的数值126,149人增长了8%。
告羅士打位于塞韦恩河的东岸，伦敦市西北114英里处，由科兹沃德山再起西部庇护，其周围还有迪恩森林和马尔韦恩山环绕。
告羅士打是一座港口城市，它连接着夏普奈斯运河与塞文河的出海口，允许大型船只靠港。古老的仓库和船坞在1980年代时曾经经过一番修葺，它们现在形成了一个公开露天场所。一些仓库现在成为格洛斯特水路博物馆，其他被转换了成豪华住宅公寓、商店和酒吧。

## 历史

### 中世纪
格洛斯特城堡是英格兰国王亨利三世幼年加冕的地方。在他统治期间，他的堂姐布列塔尼的埃莉诺曾在1222至1223年间和1237至1238年间及亨利三世之父约翰国王统治期间的某个时候作为政治犯被短暂关押在格洛斯特城堡。

## 名胜
告羅士打大教堂，在城市的北面，紧邻着河。它于681年开始，在一个为圣彼得而修建的修道院上进行扩建，这里埋葬着英格兰国王爱德华二世，并且有《星条旗》作曲者约翰·斯塔福德·史密斯的纪念碑，在2002年及2008年又两度被用作电影《哈利·波特》系列的拍摄地点。

## 产业

### 太空
格洛斯特在太空业上有长远的历史。在1926年，位于Brockworth的告羅士打郡太空航行器公司更名为Gloster，因为国际客户认为该公司的名字“告羅士打郡”太难拼写。Messier-Dowty起落装置和Smiths Aerospace Dowty推进器都产于本市的郊外。市中心还有一个赞颂格洛斯特航空与火箭历史的雕像。

### 金融
位于Barnwood的Cheltenham & Gloucester公司，是英国第三大按揭公司，现在属于Lloyds TSB银行。

### 其他
Priday, Metford and Company Limited是一个生存了过百年的家族型磨粉企业，告羅士打就是他们的基地。

## 姐妹城鎮
- 法國 梅斯
- 德国 特里尔
- 牙买加 聖安斯
- 荷蘭 豪達

## 外部連結
- （英文）告羅士打官方網頁 （页面存档备份，存于）
- （英文）格洛司特觀光訊息中心官方網站 （页面存档备份，存于）